# Правительство Романа Головченко
Совет Министров Романа Головченко (бел. Савет Міністраў Рамана Галоўчанкі) — 10-е Правительство Республики Беларусь во главе с  Романом Александровичем Головченко. Предыдущее Правительство было отправлено в отставку в связи с тем, что глава государства перед выборами меняет состав Совета Министров. Лукашенко, как он сам заявил, делает это постоянно, чтобы «люди, голосуя за или против, понимали, кто будет заниматься решением насущных вопросов». Однако сильных изменений в составе не произошло. Состав правительства был объявлен 4 июня 2020 года.

## Основные задачи правительства
- руководит системой подчинённых ему органов государственного управления и других органов исполнительной власти
- разрабатывает основные направления внутренней и внешней политики и принимает меры по их реализации
- разрабатывает и представляет Президенту для внесения в парламент проект республиканского бюджета и отчет о его исполнении
- обеспечивает проведение единой экономической, финансовой, кредитной и денежной политики, государственной политики в области науки, культуры, образования, здравоохранения, экологии, социального обеспечения и оплаты труда
- принимает меры по обеспечению прав и свобод граждан, защите интересов государства, национальной безопасности и обороноспособности, охране собственности и общественного порядка, борьбе с преступностью
- выступает от имени собственника в отношении имущества, являющегося собственностью Республики Беларусь, организует управление государственной собственностью
- обеспечивает исполнение Конституции, законов, декретов, указов и распоряжений Президента
- отменяет акты министерств и иных республиканских органов государственного управления
- осуществляет иные полномочия, возложенные на него Конституцией, законами и актами Президента[2]

## Структура
В состав действующего Правительства входит 40 человек:
- Премьер-Министр Республики Беларусь
- 5 заместителей Премьер-Министра Республики Беларусь
- 24 министра
- 8 государственных комитетов
- руководитель Аппарата Совета Министров
- председатель Президиума Национальной академии наук Республики Беларуси[3][4]

## Действующий состав
| Имя                                                                           | Фотография | Должность | Эмблема | Начало срока    |
| ----------------------------------------------------------------------------- | ---------- | --- | ------- | --------------- |
| Роман Александрович Головченко бел. Раман Аляксандравіч Галоўчанка            |            | Премьер-министр |         | 4 июня 2020     |
| Николай Геннадьевич Снопков бел. Мікалай Генадзевіч Снапкоў                   |            | Первый заместитель Премьер-министра |         | 4 июня 2020     |
| Анатолий Александрович Сивак бел. Анатоль Аляксандравіч Сівак                 |            | Заместитель Премьер-министра |         | 3 сентября 2020 |
| Пётр Александрович Пархомчик бел. Пётр Аляксандравіч Пархомчык                |            | Заместитель Премьер-министра |         | 16 августа 2022 |
| Игорь Викторович Петришенко бел. Ігар Віктаравіч Петрышэнка                   |            | Заместитель Премьер-министра |         | 18 августа 2018 |
| Шулейко Юрий Витольдович бел. Юрый Вітольдавіч Шулейка                        |            | Заместитель Премьер-министра |         | 27 июня 2024    |
|                                                                               | Министры   | |         |                 |
| Артур Борисович Карпович бел. Артур Барысавіч Карповіч                        |            | Министр антимонопольного регулирования и торговли |         | 14 января 2025  |
| Руслан Викторович Пархамович бел. Руслан Віктаравіч Пархамовіч                |            | Министр архитектуры и строительства |         | 4 июня 2020     |
| Иван Владимирович Кубраков бел. Іван Уладзіміравіч Кубракоў                   |            | Министр внутренних дел |         | 29 октября 2020 |
| Геннадий Алексеевич Трубило бел. Генадзь Аляксеевіч Трубіла                   |            | Министр жилищно-коммунального хозяйства |         | 28 июля 2023    |
| Александр Валерьевич Ходжаев бел. Аляксандр Валер'евіч Хаджаеў                |            | Министр здравоохранения |         | 25 января 2024  |
| Максим Владимирович Рыженков бел. Максім Уладзіміравіч Рыжанкоў               |            | Министр иностранных дел |         | 27 июня 2024    |
| Марат Сергеевич Марков бел. Марат Сяргеевіч Маркаў                            |            | Министр информации |         | 13 июня 2024    |
| Руслан Иосифович Чернецкий бел. Руслан Іосіфавіч Чарнецкі                     |            | Министр культуры |         | 2 декабря 2024  |
| Александр Антонович Кулик бел. Аляксандр Антонавіч Кулік                      |            | Министр лесного хозяйства |         | 2 августа 2022  |
| Виктор Геннадьевич Хренин бел. Віктар Генадзьевіч Хрэнін                      |            | Министр обороны |         | 20 января 2020  |
| Андрей Иванович Иванец бел. Андрэй Іванавіч Іванец                            |            | Министр образования |         | 10 февраля 2022 |
| Дмитрий Николаевич Кийко бел. Дзмітрый Мікалаевіч Кійко                       |            | Министр по налогам и сборам |         | 14 января 2025  |
| Вадим Иванович Синявский бел. Вадзім Іванавіч Сіняўскі                        |            | Министр по чрезвычайным ситуациям |         | 11 марта 2021   |
| Сергей Михайлович Масляк бел. Сяргей Міхайлавіч Масляк                        |            | Министр природных ресурсов и охраны окружающей среды                                                                                                   |         | 22 апреля 2024  |
| Александр Владимирович Ефимов бел. Аляксандр Уладзіміравіч Яфімаў             |            | Министр промышленности |         | 27 июня 2024    |
| Константин Константинович Шульган бел. Канстанцін Канстанцінавіч Шульган      |            | Министр связи и информатизации |         | 18 августа 2018 |
| Анатолий Константинович Линевич бел. Анатоль Канстанцінавіч Ліневіч           |            | Министр сельского хозяйство и продовольствия |         | 27 июня 2024    |
| Алексей Алексеевич Ляхнович бел. Аляксей Аляксеевіч Ляхновіч                  |            | Министр транспорта и коммуникаций |         | 28 июля 2023    |
| Наталия Викторовна Павлюченко бел. Наталля Віктараўна Паўлючэнка              |            | Министр труда и социальной защиты |         | 13 июня 2024    |
| Сергей Михайлович Ковальчук бел. Сяргей Міхайлавіч Кавальчук                  |            | Министр спорта и туризма |         | 5 марта 2018    |
| Юрий Михайлович Селиверстов бел. Юрый Міхайлавіч Селіверстаў                  |            | Министр финансов |         | 4 июня 2020     |
| Юрий Адамович Чеботарь бел. Юрый Адамавіч Чабатар                             |            | Министр экономики |         | 4 января 2024   |
| Алексей Иванович Кушнаренко бел. Кушнаренка Аляксей Иванавіч                  |            | Министр энергетики |         | 12 августа 2024 |
| Евгений Иосифович Коваленко бел. Яўген Іосіфавіч Каваленка                    |            | Министр юстиции |         | 22 апреля 2024  |
| Председатели государственных комитетов                                        |            | |         |                 |
| Дмитрий Александрович Пантус бел. Дзмітрый Аляксандравіч Пантус               |            | Председатель Военно-промышленного комитета |         | 4 июня 2020     |
| Дмитрий Феофанович Матусевич бел. Дзмітрый Феафанавіч Матусевіч               |            | Председатель Государственного комитета по имуществу |         | 4 июня 2020     |
| Сергей Владимирович Шлычков бел. Сяргей Уладзіміравіч Шлычкоў                 |            | Председатель Государственного комитета по науке и технике                                                                                              |         | 21 декабря 2021 |
| Елена Михайловна Моргунова бел. Алена Міхайлаўна Маргунова                    |            | Председатель Государственного комитета по стандартизации                                                                                               |         | 22 апреля 2024  |
| Константин Геннадьевич Молостов бел. Канстанцін Генадзевіч Моластаў           |            | Председатель Государственного пограничного комитета |         | 30 мая 2023     |
| Владимир Николаевич Орловский бел. Уладзімір Мікалаевіч Арлоўскі              |            | Председатель Государственного таможенного комитета |         | 21 декабря 2020 |
| Константин Викторович Бурак бел. Канстанцін Віктаравіч Бурак                  |            | Руководитель Аппарата Совета Министров Республики Беларусь                                                                                             |         | 20 октября 2020 |
| Владимир Григорьевич Гусаков бел. Уладзімір Рыгоравіч Гусакоў                 |            | Председатель Президиума Национальной академии наук Республики Беларуси                                                                                 |         | 15 октября 2013 |
| Государственные организации, подчинённые Совету Министров Республики Беларусь |            | |         |                 |
| Олег Николаевич Жидков бел. Алег Мікалаевіч Жыдкоў                            |            | Председатель Белорусского государственного концерна пищевой промышленности «Белгоспищепром» Концерн «Белгоспищепром»                                   |         | 10 февраля 2022 |
| Андрей Алексеевич Рыбаков бел. Андрэй Аляксеевіч Рыбакоў                      |            | Председатель Белорусского государственного концерна по нефти и химии Концерн «Белнефтехим»                                                             |         | 31 августа 2020 |
| Татьяна Алексеевна Лугина бел. Таццяна Аляксееўна Лугіна                      |            | Председатель Белорусского государственного концерна по производству и реализации товаров лёгкой промышленности Концерн «Беллегпром»                    |         | 16 мая 2019     |
| Александр Александрович Пшённый бел. Аляксандр Аляксандравіч Пшонны           |            | Председатель Белорусского производственно-торгового концерна лесной, деревообрабатывающей и целлюлозно-бумажной промышленности Концерн «Беллесбумпром» |         | 4 апреля 2024   |
| Инесса Леонидовна Короткевич бел. Інэса Леанідаўна Караткевіч                 |            | Председатель Белорусского республиканского союза потребительских обществ Концерн «Белкоопсоюз»                                                         |         | 16 февраля 2024 |
| Геннадий Николаевич Болбатовский бел. Генадзь Мікалаевіч Балбатоўскі          |            | Директор Республиканского центра по оздоровлению и санаторно-курортному лечению населения                                                              |         | 13 апреля 2013  |
| Александр Алексеевич Румак бел. Аляксандр Аляксеевіч Румак                    |            | Уполномоченный по делам религий и национальностей |         | 21 декабря 2020 |